# Межеліски
Межелі́ски — загальнозоологічний заказник місцевого значення в Україні.

## Розташування
Розташований поблизу села Зубреця Чортківського району Тернопільської області, у кварталі 17 Золотопотіцького лісництва Державного підприємства «Бучацьке лісове господарство», у межах лісового урочища «Межеліски».

## Історія

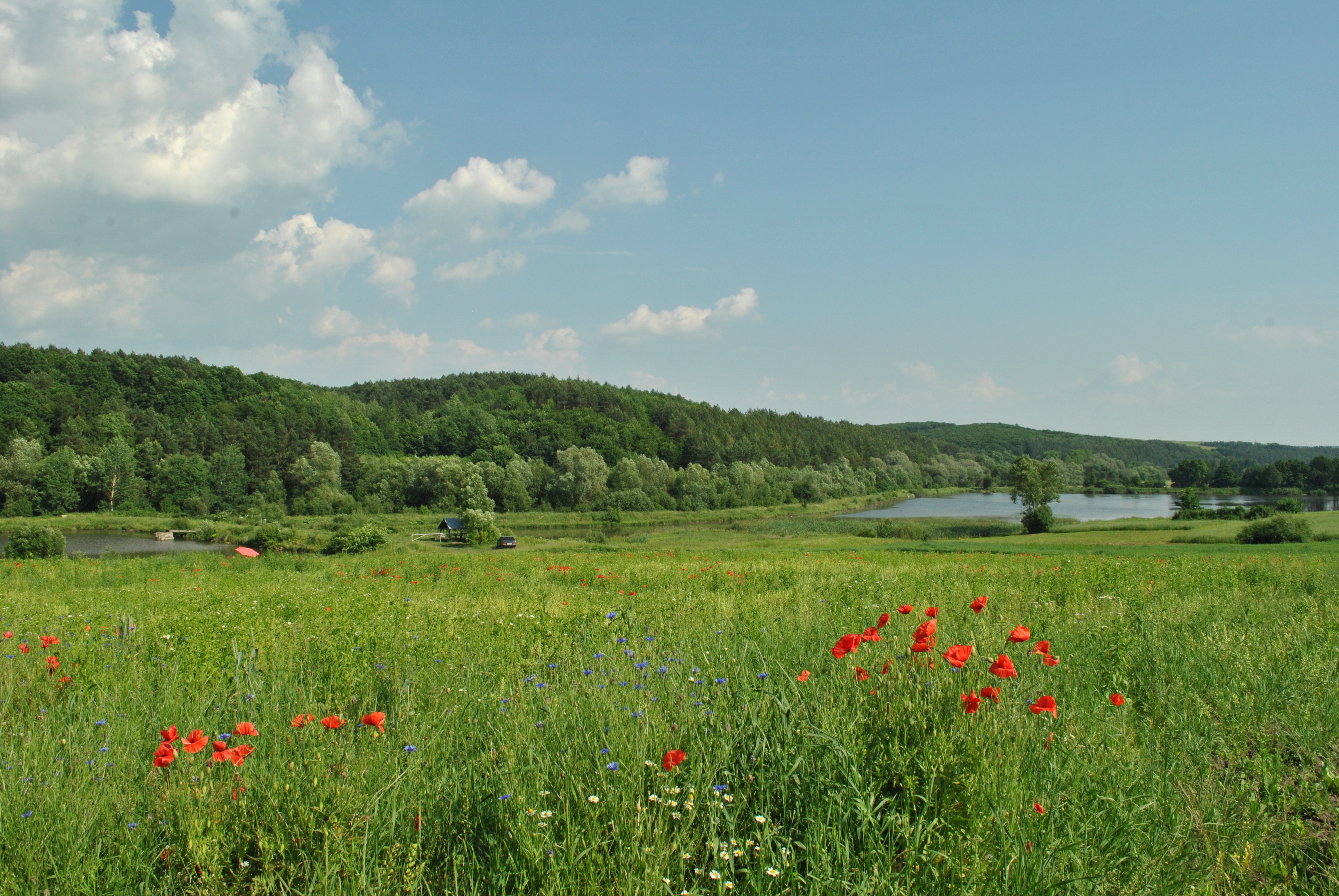
Вигляд на «Межиліски» з бариських хуторів

Створений відповідно до рішення виконкому Тернопільської обласної ради № 198 від 30 червня 1986 року. Перебуває у віданні Тернопільського обласного управління лісового господарства. Рішенням Тернопільської обласної ради № 15 від 22 липня 1998 року мисливські угіддя надані у користування Бучацькій районній організації УТМР як постійно діюча ділянка з охорони, збереження та відтворення мисливської фауни.

## Характеристика
Площа — 48 га.
Під охороною — численна мисливська фауна: заєць сірий, вивірка лісова, сарна європейська, свиня дика, борсук лісовий та інші.